# Ахмонка
Ахмонка — река в России, протекает по Сусанинскому району Костромской области. Устье реки находится в 7,1 км по левому берегу реки Вологница от её устья. Длина реки составляет 10 км. В среднем течении речки на левом берегу сельские населённые пункты Ченцово, Кулеберово, Халезово, Веригино; на правом берегу — Хреново. Пересекает автотрассу Р99 «Кострома — Буй».

## Данные водного реестра
По данным государственного водного реестра России относится к Верхневолжскому бассейновому округу, водохозяйственный участок реки — Кострома от истока до водомерного поста у деревни Исады, речной подбассейн реки — Волга ниже Рыбинского водохранилища до впадения Оки. Речной бассейн реки — (Верхняя) Волга до Куйбышевского водохранилища (без бассейна Оки).
Код объекта в государственном водном реестре — 08010300112110000012731.